# Microxyphiopsis psidii
Microxyphiopsis psidii är en svampart som beskrevs av Bat. 1963. Microxyphiopsis psidii ingår i släktet Microxyphiopsis, divisionen sporsäcksvampar och riket svampar.   Inga underarter finns listade i Catalogue of Life.